# Хейлсберг, Андерс
Андерс Хейлсберг (дат. Anders Hejlsberg, Аннерс Хайльсберг; род. 2 декабря 1960, Копенгаген) — датский инженер-программист, создатель Turbo Pascal, Delphi, C# и TypeScript.
В 1981 году написал свой первый компилятор языка Паскаль, который после портирования под операционную систему MS-DOS продал фирме Borland. Эта версия легла в основу Turbo/Borland Pascal, который развивался до 1995 года. До 1996 года был главным инженером фирмы Borland, где создал новое поколение компиляторов Паскаля — язык Delphi, компилятор которого работал уже под операционной системой Windows.
В 1996 году перешёл в Microsoft, где работал над такими проектами, как J++ и Microsoft Foundation Classes. С 2000 года возглавлял группу по созданию и проектированию языка программирования C#.
В 2000 году получил награду Dr. Dobb’s Journal за создание Turbo Pascal, Delphi и C#.
В 2012 году объявил о новом проекте TypeScript, который расширяет возможности JavaScript.

### Интервью
- Interview from .NET Developer’s Journal, Vol 3 issue 2. (недоступная ссылка)
- The C# Design Process
- The Trouble with Checked Exceptions
- Delegates, Components and Simplexity
- Versioning, Virtual and Override
- Contracts and Interoperability
- Inappropriate Abstractions
- Generics in C#, Java and C++
- CLR Design Choices
- Microsoft’s Hejlsberg touts .Net, C-Omega (now Linq) technologies
- Deep Inside C#: An Interview with Microsoft Chief Architect Anders Hejlsberg
- C#: Yesterday, Today, and Tomorrow
- Video interview at channel9

### Видео
- Life and Times of Anders Hejlsberg
- Anders Hejlsberg — Tour through computing industry history at the Microsoft Museum
- Anders Hejlsberg — What’s so great about generics?
- Anders Hejlsberg — Programming data in C# 3.0
- Anders Hejlsberg — What brought about the birth of the CLR
- Anders Hejlsberg — More C# Talk from C#'s Architect (Happy Birthday Video #3)
- Anders Hejlsberg — LINQ
- Anders Hejlsberg — Whiteboard with Anders Hejlsberg